# 파올리나 예배당

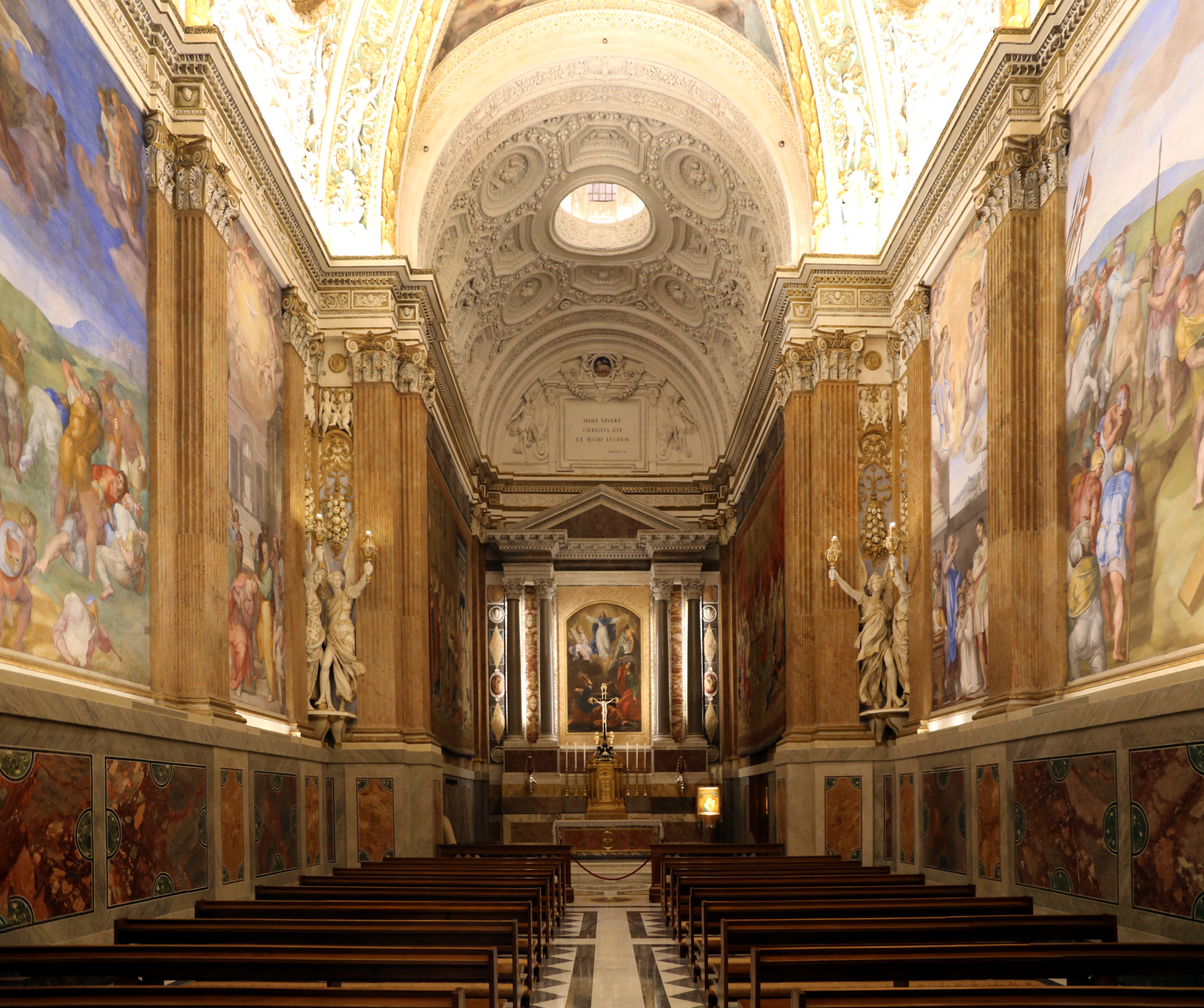
파올리나 예배당

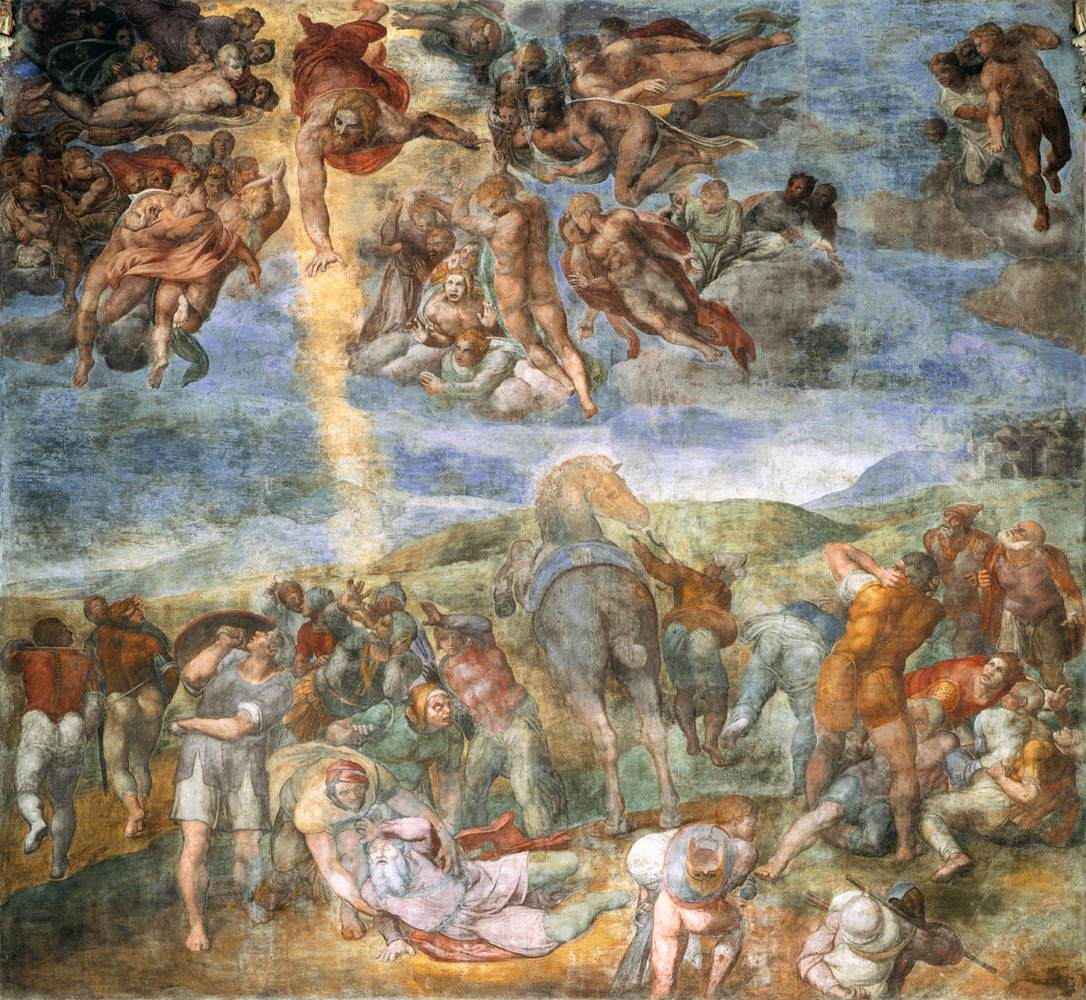
사울의 개종(미켈란젤로)

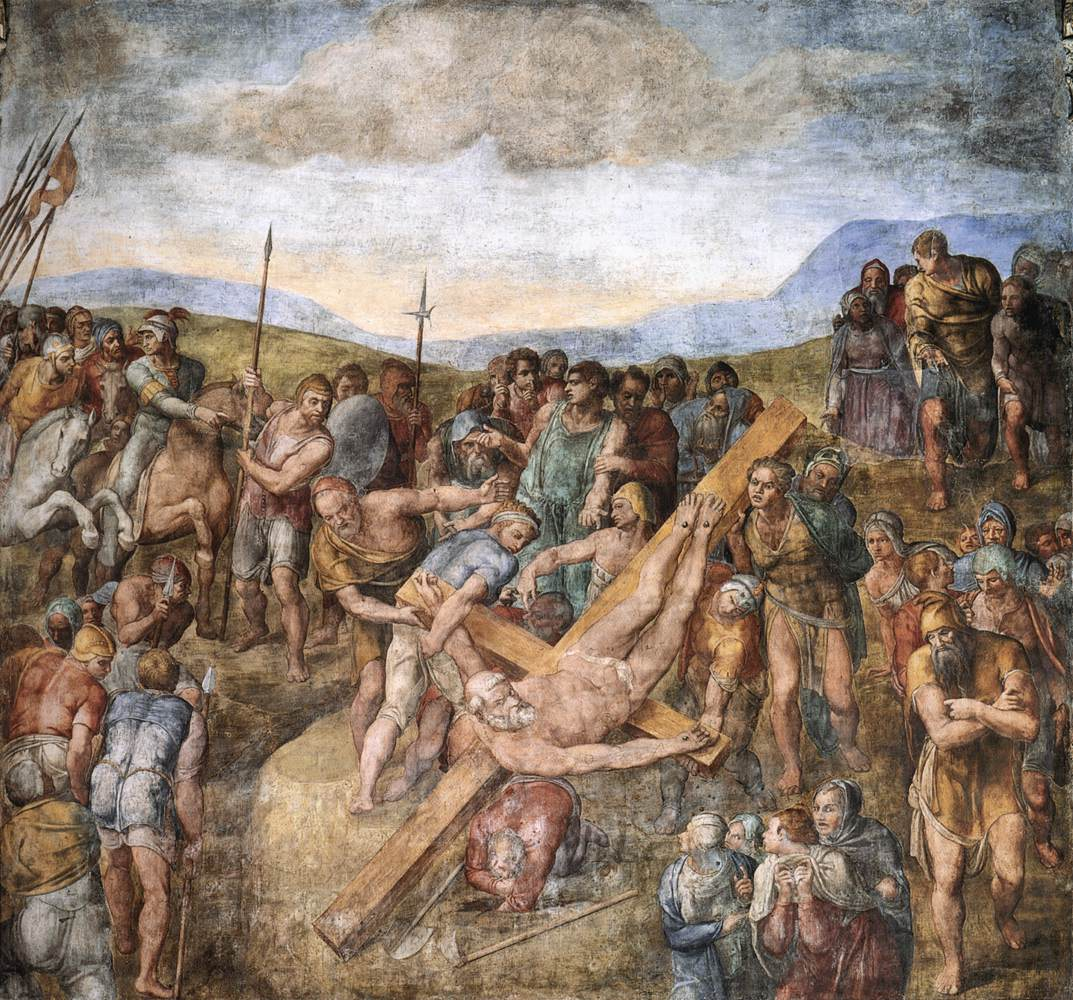
성 베드로의 십자가형 (미켈란젤로)

파올리나 예배당(이탈리아어: Cappella Paolina)은 바티칸 궁전에 있는 유명한 예배당이다. 파올리나 예배당과 시스티나 예배당 사이에는 살라 레지아가 자리 잡고 있다.

## 위임
파올리나 예배당은 1538년 교황 바오로 3세의 명령에 따라 소안토니오 다 상갈로에게 위임되어 그의 설계와 감독 아래 건축되어 1540년에 완공되었다. 파올리나 예배당은 전례 집전 외에도 콘클라베 개최 장소로도 이용됐다. 바오로 3세는 특별히 성 바오로 사도의 회심 축일 날에 예배당을 봉헌했다.

## 미켈란젤로
바오로 3세는 파올리나 예배당의 종교적, 문화적 가치를 높이기 위해 명성 높은 예술가를 통해 예배당을 장식하고자 했다. 여러 전문가의 의견으로 수렴하여 종합해 봤을 때, 미켈란젤로가 제일 적임자라는 결론이 나왔다. 
최후의 심판이 공개되기 전부터 바오로 3세는 교황 율리오 2세의 묘비를 제작하는 데 여념이 없던 미켈란젤로가 파올리나 예배당의 프레스코화를 그리기를 간절히 원했다. 이는 바오로 3세의 조카인 알렉산데르 추기경이 1541년 10월 12일자 마르코 비제리오 주교에게 보낸 서신에서 확인할 수 있다. 이 서신은 바티칸에 새로 지을 예배당 안에 그려질 그림들에 관한 논의를 담고 있다.
의뢰를 받은 미켈란젤로는 파올리나 예배당에 프레스코화 두 점을 그렸다. 1542년에서 1550년에 걸쳐 완성한 <사울의 개종>과 <성 베드로의 십자가형>이다. 나이 75세 때 발표한 두 작품은 미켈란젤로가 생전에 완성한 마지막 회화 작품이다.
그러나 당시 미켈란젤로의 높은 명성에 비해 이 작품들은 실망스러웠다는 평을 많이 받았으며, 심지어 당대 사람들로부터 실패작이라는 말까지 들어야 했다. 왜냐하면 그의 작품들은 당대의 그림 양식을 무시했기 때문이다. 그래서 파올리나 예배당과 예배당에 그려진 작품들은 전반적으로 소홀히 여겨지고 간과됐다. 그 대신에 시스티나 예배당에 있는 미켈란젤로의 작품들은 큰 호평을 받았다.

## 기타 예술가
로렌초 사바타니와 페데리코 주카리 역시 파올리나 예배당의 그림 작업에 동참하였다. 예배당 안에 놓인 성상들은 P. 브레스키아노의 작품들이다.

## 교황 선출 장소
시스티나 예배당 옆에 있었던 파올리나 예배당은 1549년과 1550년 새 교황을 선출하기 위한 비밀선거인 콘클라베의 장소로 사용되었으며, 후보자인 동시에 투표인인 추기경들을 위한 열아홉 칸의 작은 방으로 나뉘어 있었다. 이때 콘클라베에서 교황으로 선출된 이가 교황 율리오 3세이다.

## 복원
2004년 바티칸은 파올리나 예배당의 프레스코화를 복구한다고 언론에 발표했다. 복원 작업은 2009년에 이르러서야 끝났으며, 수세기에 걸쳐 먼지와 때로 범벅이 되어 얼룩져 있던 그림들이 다시 예전처럼 환한 빛깔과 색조를 띠고 재탄생했다.

## 3D 가상 체험
2010년, 바티칸 웹사이트는 파올리나 예배당을 인터넷을 통해 가상 체험할 수 있는 서비스를 개설하였다. 파올리나 예배당의 가상 체험을 하고 싶으면 여기를 클릭해서 들어가면 된다.